# Onthophagus chapaensis
Onthophagus chapaensis är en skalbaggsart som beskrevs av Kabakov 1983. Onthophagus chapaensis ingår i släktet Onthophagus och familjen bladhorningar. Inga underarter finns listade i Catalogue of Life.